# Deus Nunca Falha
Deus Nunca Falha é um álbum de estúdio da cantora gospel Rozeane Ribeiro, produzido por Kleber Lucas e lançado pela gravadora MK Music em abril de 2004.

## Faixas
1. Deus Nunca Falha
2. Pisadas do Mestre
3. Deus É a Saída
4. Campeão
5. Dependo de Ti
6. Com Poder
7. Meu Troféu
8. Que Mistério É Esse
9. Tanto Amor
10. Toca Em Mim
11. Quem Sou Eu
12. Grão De Poeira

## Clipes
- Deus Nunca Falha